# Ligue A de la Ligue des nations de l'UEFA 2024-2025
Navigation
Ligue A 2022-2023 Ligue A 2026-2027
La Ligue A de la Ligue des nations 2024-2025 est la première division de la Ligue des nations 2024-2025, quatrième édition d'une compétition impliquant les équipes nationales masculines des 55 associations membres de l'UEFA.

## Format
Le format de la compétition change par rapport à l'édition précédente. Cette édition marque l'introduction des quarts de finale qui opposeront les vainqueurs et les deuxièmes de chaque groupe en matches aller-retour qui auront lieu en mars 2025,, les quatre vainqueurs des quarts de finale disputeront la phase finale à quatre en juin 2025.
Le format de la phase finale à quatre n'évolue pas par rapport aux précédentes éditions.
Cette édition marque également l'introduction des barrages de promotion-relégation interligues, les quatre équipes terminant à la troisième place de leur groupe feront face aux équipes classées deuxième de groupe en Ligue B en matches aller-retour qui auront lieu en mars 2025, les vainqueurs de ces barrages disputeront la Ligue A pour la prochaine édition en 2026-2027.
| Nations            | Dernière montée | Classement 2022-2023 | Sélectionneur              | Depuis | Stade principal                   | Capacité      | Nombre de saisons en Ligue A |
| ------------------ | --------------- | -------------------- | -------------------------- | ------ | --------------------------------- | ------------- | ---------------------------- |
| Espagne            | -               | 1er                  | Luis de la Fuente          | 2022   | En alternance                     | -             | 3                            |
| Croatie            | -               | 2e                   | Zlatko Dalić               | 2017   | En alternance                     | -             | 3                            |
| Italie             | -               | 3e                   | Luciano Spalletti          | 2023   | En alternance                     | -             | 3                            |
| Pays-Bas           | -               | 4e                   | Ronald Koeman              | 2022   | Johan Cruyff Arena                | 54 990        | 3                            |
| Danemark           | 2020            | 5e                   | Morten Wieghorst (intérim) | 2024   | Parken Stadium                    | 38 065        | 2                            |
| Portugal           | -               | 6e                   | Roberto Martínez           | 2023   | Estádio da Luz                    | 65 592        | 3                            |
| Belgique           | -               | 7e                   | Domenico Tedesco           | 2023   | Stade Roi Baudouin                | 50 093        | 3                            |
| Hongrie            | 2022            | 8e                   | Marco Rossi                | 2018   | Stade Ferenc-Puskás               | 67 889        | 1                            |
| Suisse             | -               | 9e                   | Murat Yakın                | 2021   | Stade du Wankdorf                 | 31 783        | 3                            |
| Allemagne          | -               | 10e                  | Julian Nagelsmann          | 2023   | Stade olympique de Berlin         | 74 475        | 3                            |
| Pologne            | -               | 11e                  | Michał Probierz            | 2023   | Stade national de Varsovie        | 58 580        | 3                            |
| France             | -               | 12e                  | Didier Deschamps           | 2012   | En alternance                     |               | 3                            |
| Israël             | 2024            | 1er (Ligue B)        | Ran Ben Shimon             | 2024   | En alternance                     | -             | 0                            |
| Bosnie-Herzégovine | 2024            | 2e (Ligue B)         | Sergej Barbarez            | 2024   | Stade Bilino-Polje Stade Grbavica | 15 600 13 146 | 1                            |
| Serbie             | 2024            | 3e (Ligue B)         | Dragan Stojković           | 2021   | En alternance                     | -             | 0                            |
| Écosse             | 2024            | 4e (Ligue B)         | Steve Clarke               | 2019   | Hampden Park                      | 52 063        | 0                            |

Légende des couleurs
- Champion de la Ligue des nations 2022-2023
- Vice-champion de la Ligue des nations 2022-2023
- Troisième de la Ligue des nations 2022-2023
- Promu de Ligue B 2022-2023

### Tirage au sort
Les équipes sont attribuées à la Ligue A en fonction de la liste d'accès basée sur le classement général de la précédente édition. Elles sont réparties en quatre chapeaux de quatre équipes, placées selon leur position au classement général.
Le tirage au sort de la phase de ligue a lieu à Paris, le 8 février 2024.
| Équipe    | Classement |
| --------- | ---------- |
| Espagne T | 1          |
| Croatie   | 2          |
| Italie    | 3          |
| Pays-Bas  | 4          |

| Équipe   | Classement |
| -------- | ---------- |
| Danemark | 5          |
| Portugal | 6          |
| Belgique | 7          |
| Hongrie  | 8          |

| Équipe    | Classement |
| --------- | ---------- |
| Suisse    | 9          |
| Allemagne | 10         |
| Pologne   | 11         |
| France    | 12         |

| Équipe             | Classement |
| ------------------ | ---------- |
| Israël             | 17         |
| Bosnie-Herzégovine | 18         |
| Serbie             | 19         |
| Écosse             | 20         |

## Groupes
Légende des classements
- Qualification pour la phase finale
- Barrage de relégation en Ligue B
- Relégation en Ligue B

### Groupe 1
| Rang | Équipe   | Pts | J | G | N | P | Bp | Bc | Diff |  | Résultats (▼ dom., ► ext.) |     |     |     |     |
| ---- | -------- | --- | - | - | - | - | -- | -- | ---- |  | -------------------------- | --- | --- | --- | --- |
| 1    | Portugal | 14  | 6 | 4 | 2 | 0 | 13 | 5  | +8   |  | Portugal                   |     | 2-1 | 2-1 | 5-1 |
| 2    | Croatie  | 8   | 6 | 2 | 2 | 2 | 8  | 8  | 0    |  | Croatie                    | 1-1 |     | 2-1 | 1-0 |
| 3    | Écosse P | 7   | 6 | 2 | 1 | 3 | 7  | 8  | -1   |  | Écosse P                   | 0-0 | 1-0 |     | 2-3 |
| 4    | Pologne  | 4   | 6 | 1 | 1 | 4 | 9  | 16 | -7   |  | Pologne                    | 1-3 | 3-3 | 1-2 |     |

| 1re journée                    | Portugal                                      | 2 - 1   | Croatie                 | Estádio da Luz, Lisbonne                                                    |                                                                             |
| 5 septembre 2024 20h45 (19h45) | ( Fernandes) Dalot 7e · ( Mendes) Ronaldo 34e | (2 - 1) | 41e (csc) Dalot (Sosa ) | Spectateurs : 57 675 Arbitrage : Umut Meler Arbitre vidéo : Bastian Dankert | Spectateurs : 57 675 Arbitrage : Umut Meler Arbitre vidéo : Bastian Dankert |
| 5 septembre 2024 20h45 (19h45) |                                               | Rapport | 72e Modrić              | Spectateurs : 57 675 Arbitrage : Umut Meler Arbitre vidéo : Bastian Dankert | Spectateurs : 57 675 Arbitrage : Umut Meler Arbitre vidéo : Bastian Dankert |

| 5 septembre 2024 | Écosse                                 | 2 - 3   | Pologne                                                                         | Hampden Park, Glasgow                                                       |                                                                             |
| 20h45 (19h45)    | Gilmour 46e · ( Ralston) McTominay 76e | (0 - 2) | 8e S. Szymański (Lewandowski ) · 44e (pen.) Lewandowski · 90+7e (pen.) Zalewski | Spectateurs : 46 356 Arbitrage : Glenn Nyberg Arbitre vidéo : Dennis Higler | Spectateurs : 46 356 Arbitrage : Glenn Nyberg Arbitre vidéo : Dennis Higler |
| 20h45 (19h45)    |                                        | Rapport | 35e Dawidowicz · 52e Zalewski · 84e Slisz                                       | Spectateurs : 46 356 Arbitrage : Glenn Nyberg Arbitre vidéo : Dennis Higler | Spectateurs : 46 356 Arbitrage : Glenn Nyberg Arbitre vidéo : Dennis Higler |

| 2e journée                     | Portugal                                      | 2 - 1   | Écosse                                     | Estádio da Luz, Lisbonne                                                            |                                                                                     |
| 8 septembre 2024 20h45 (19h45) | ( Leão) Fernandes 54e · ( Mendes) Ronaldo 88e | (0 - 1) | 7e McTominay (McLean )                     | Spectateurs : 59 894 Arbitrage : Maurizio Mariani Arbitre vidéo : Aleandro Di Paolo | Spectateurs : 59 894 Arbitrage : Maurizio Mariani Arbitre vidéo : Aleandro Di Paolo |
| 8 septembre 2024 20h45 (19h45) | N. Semedo 66e · R. Neves 67e · Fernandes 80e  | Rapport | 39e Christie · 51e Robertson · 85e Ralston | Spectateurs : 59 894 Arbitrage : Maurizio Mariani Arbitre vidéo : Aleandro Di Paolo | Spectateurs : 59 894 Arbitrage : Maurizio Mariani Arbitre vidéo : Aleandro Di Paolo |

| 8 septembre 2024 | Croatie                                                              | 1 - 0   | Pologne      | Opus Arena, Osijek                                                               |                                                                                  |
| 20h45            | Modrić 52e                                                           | (0 - 0) |              | Spectateurs : 12 612 Arbitrage : François Letexier Arbitre vidéo : Willy Delajod | Spectateurs : 12 612 Arbitrage : François Letexier Arbitre vidéo : Willy Delajod |
| 20h45            | Kovačić 2e · Pjaca 14e · P. Sučić 40e · Petković 68e · Budimir 90+1e | Rapport | 44e Bednarek | Spectateurs : 12 612 Arbitrage : François Letexier Arbitre vidéo : Willy Delajod | Spectateurs : 12 612 Arbitrage : François Letexier Arbitre vidéo : Willy Delajod |

| 3e journée            | Croatie                                         | 2 - 1   | Écosse                    | Stade Maksimir, Zagreb                                                       |                                                                              |
| 12 octobre 2024 18h00 | ( Perišić) Matanović 36e · ( Sosa) Kramarić 70e | (1 - 1) | 32e Christie              | Spectateurs : 21 702 Arbitrage : István Kovács Arbitre vidéo : Dennis Higler | Spectateurs : 21 702 Arbitrage : István Kovács Arbitre vidéo : Dennis Higler |
| 12 octobre 2024 18h00 | Pašalić 19e · Perišić 39e                       | Rapport | 8e Hanley · 90+4e Gilmour | Spectateurs : 21 702 Arbitrage : István Kovács Arbitre vidéo : Dennis Higler | Spectateurs : 21 702 Arbitrage : István Kovács Arbitre vidéo : Dennis Higler |

| 12 octobre 2024 | Pologne                                                         | 1 - 3   | Portugal                                                                      | Stade national, Varsovie                                                         |                                                                                  |
| 20h45           | ( Urbański) Zieliński 78e                                       | (0 - 2) | 26e B.Silva (Fernandes ) · 37e Ronaldo (Leão ) · 88e (csc) Bednarek (Mendes ) | Spectateurs : 56 854 Arbitrage : Serdar Gözübüyük Arbitre vidéo : Pol van Boekel | Spectateurs : 56 854 Arbitrage : Serdar Gözübüyük Arbitre vidéo : Pol van Boekel |
| 20h45           | Walukiewicz 45+1e · Frankowski 51e · Piątek 88e · Skorupski 88e | Rapport | 32e Neto                                                                      | Spectateurs : 56 854 Arbitrage : Serdar Gözübüyük Arbitre vidéo : Pol van Boekel | Spectateurs : 56 854 Arbitrage : Serdar Gözübüyük Arbitre vidéo : Pol van Boekel |

| 4e journée                    | Écosse        | 0 - 0   | Portugal                                            | Hampden Park, Glasgow                                                               |                                                                                     |
| 15 octobre 2024 20h45 (19h45) |               |         |                                                     | Spectateurs : 49 057 Arbitrage : Lawrence Visser Arbitre vidéo : Bram Van Driessche | Spectateurs : 49 057 Arbitrage : Lawrence Visser Arbitre vidéo : Bram Van Driessche |
| 15 octobre 2024 20h45 (19h45) | McTominay 27e | Rapport | 18e Jota · 50e Palhinha · 83e Dias · 90+5e B. Silva | Spectateurs : 49 057 Arbitrage : Lawrence Visser Arbitre vidéo : Bram Van Driessche | Spectateurs : 49 057 Arbitrage : Lawrence Visser Arbitre vidéo : Bram Van Driessche |

| 15 octobre 2024 | Pologne                                                                   | 3 - 3   | Croatie                                                        | Stade national, Varsovie                                                                        |                                                                                                 |
| 20h45           | ( Urbański) Zieliński 5e · Zalewski 45e · ( Lewandowski) S. Szymański 68e | (2 - 3) | 19e Sosa · 24e P. Sučić (Baturina ) · 26e Baturina (P. Sučić ) | Spectateurs : 56 103 Arbitrage : Alejandro Hernández Hernández Arbitre vidéo : Cesar Soto Grado | Spectateurs : 56 103 Arbitrage : Alejandro Hernández Hernández Arbitre vidéo : Cesar Soto Grado |
| 20h45           | Zieliński 70e                                                             | Rapport | 33e Gvardiol · 76e Livaković · 78e Baturina · 90+2e Budimir    | Spectateurs : 56 103 Arbitrage : Alejandro Hernández Hernández Arbitre vidéo : Cesar Soto Grado | Spectateurs : 56 103 Arbitrage : Alejandro Hernández Hernández Arbitre vidéo : Cesar Soto Grado |

| 5e journée                     | Écosse     | 1 - 0   | Croatie                                           | Hampden Park, Glasgow                                                    |                                                                          |
| 15 novembre 2024 20h45 (19h45) | McGinn 86e | (0 - 0) |                                                   | Spectateurs : 48 810 Arbitrage : Orel Grinfeld Arbitre vidéo : Ziv Adler | Spectateurs : 48 810 Arbitrage : Orel Grinfeld Arbitre vidéo : Ziv Adler |
| 15 novembre 2024 20h45 (19h45) |            | Rapport | 30e, 44e P. Sučić · 41e Ćaleta-Car · 44e Kramarić | Spectateurs : 48 810 Arbitrage : Orel Grinfeld Arbitre vidéo : Ziv Adler | Spectateurs : 48 810 Arbitrage : Orel Grinfeld Arbitre vidéo : Ziv Adler |

| 15 novembre 2024 | Portugal | 5 - 1   | Pologne               | Stade du Dragon, Porto                                                        |                                                                               |
| 20h45 (19h45)    | ( Mendes) Leão 59e · Ronaldo 72e (pen.) · ( Vitinha) Fernandes 80e · ( Ronaldo) Neto 83e · ( Vitinha) Ronaldo 87e | (0 - 0) | 88e Marczuk (Kiwior ) | Spectateurs : 47 239 Arbitrage : Donatas Rumšas Arbitre vidéo : Dennis Higler | Spectateurs : 47 239 Arbitrage : Donatas Rumšas Arbitre vidéo : Dennis Higler |
| 20h45 (19h45)    | J. Neves 25e · Fernandes 25e · Ronaldo 45+2e · Tavares 90+1e                                                      | Rapport | 56e Bułka             | Spectateurs : 47 239 Arbitrage : Donatas Rumšas Arbitre vidéo : Dennis Higler | Spectateurs : 47 239 Arbitrage : Donatas Rumšas Arbitre vidéo : Dennis Higler |

| 6e journée             | Croatie               | 1 - 1   | Portugal                  | Stade de Poljud, Split                                                          |                                                                                 |
| 18 novembre 2024 20h45 | ( Jakić) Gvardiol 65e | (0 - 1) | 33e Félix (Vitinha )      | Spectateurs : 33 386 Arbitrage : Davide Massa Arbitre vidéo : Aleandro Di Paolo | Spectateurs : 33 386 Arbitrage : Davide Massa Arbitre vidéo : Aleandro Di Paolo |
| 18 novembre 2024 20h45 |                       | Rapport | 90e Veiga · 90+5e F.Silva | Spectateurs : 33 386 Arbitrage : Davide Massa Arbitre vidéo : Aleandro Di Paolo | Spectateurs : 33 386 Arbitrage : Davide Massa Arbitre vidéo : Aleandro Di Paolo |

| 18 novembre 2024 | Pologne                     | 1 - 2   | Écosse                                         | Stade national, Varsovie                                                        |                                                                                 |
| 20h45            | ( Zieliński) Piątkowski 59e | (0 - 1) | 3e McGinn (Doak ) · 90+3e Robertson (Souttar ) | Spectateurs : 55 433 Arbitrage : Christian Dingert Arbitre vidéo : Sören Storks | Spectateurs : 55 433 Arbitrage : Christian Dingert Arbitre vidéo : Sören Storks |
| 20h45            | Zieliński 70e · Buksa 90+3e | Rapport | 31e McLean · 70e Christie · 90+5e McGinn       | Spectateurs : 55 433 Arbitrage : Christian Dingert Arbitre vidéo : Sören Storks | Spectateurs : 55 433 Arbitrage : Christian Dingert Arbitre vidéo : Sören Storks |

### Groupe 2
| Rang | Équipe   | Pts | J | G | N | P | Bp | Bc | Diff |  | Résultats (▼ dom., ► ext.) |     |     |     |     |
| ---- | -------- | --- | - | - | - | - | -- | -- | ---- |  | -------------------------- | --- | --- | --- | --- |
| 1    | France   | 13  | 6 | 4 | 1 | 1 | 12 | 6  | +6   |  | France                     |     | 1-3 | 2-0 | 0-0 |
| 2    | Italie   | 13  | 6 | 4 | 1 | 1 | 13 | 8  | +5   |  | Italie                     | 1-3 |     | 2-2 | 4-1 |
| 3    | Belgique | 4   | 6 | 1 | 1 | 4 | 6  | 9  | -3   |  | Belgique                   | 1-2 | 0-1 |     | 3-1 |
| 4    | Israël P | 4   | 6 | 1 | 1 | 4 | 5  | 13 | -8   |  | Israël P                   | 1-4 | 1-2 | 1-0 |     |

| 1re journée            | Belgique                                                               | 3 - 1   | Israël             | Nagyerdei Stadion, Debrecen                                               |                                                                           |
| 6 septembre 2024 20h45 | ( Doku) De Bruyne 21e · ( Openda) Tielemans 48e · De Bruyne 52e (pen.) | (1 - 1) | 36e (csc) Castagne | Spectateurs : 0 Arbitrage : Michael Oliver Arbitre vidéo : Jarred Gillett | Spectateurs : 0 Arbitrage : Michael Oliver Arbitre vidéo : Jarred Gillett |
| 6 septembre 2024 20h45 | De Bruyne 77e                                                          | Rapport | 33e Abu Fani       | Spectateurs : 0 Arbitrage : Michael Oliver Arbitre vidéo : Jarred Gillett | Spectateurs : 0 Arbitrage : Michael Oliver Arbitre vidéo : Jarred Gillett |

|       | France      | 1 - 3   | Italie                                                                    | Parc des Princes, Paris                                                    |                                                                            |
| 20h45 | Barcola 1re | (1 - 1) | 30e Dimarco (Tonali ) · 51e Frattesi (Retegui ) · 74e Raspadori (Udogie ) | Spectateurs : 44 956 Arbitrage : Sandro Schärer Arbitre vidéo : Fedayi San | Spectateurs : 44 956 Arbitrage : Sandro Schärer Arbitre vidéo : Fedayi San |
| 20h45 | Koné 60e    | Rapport | 49e Retegui                                                               | Spectateurs : 44 956 Arbitrage : Sandro Schärer Arbitre vidéo : Fedayi San | Spectateurs : 44 956 Arbitrage : Sandro Schärer Arbitre vidéo : Fedayi San |

| 2e journée             | Israël                       | 1 - 2   | Italie                                          | Bozsik Aréna, Budapest                                                           |                                                                                  |
| 9 septembre 2024 20h45 | Abu Fani 90e                 | (0 - 1) | 38e Frattesi (Dimarco ) · 62e Kean (Raspadori ) | Spectateurs : 2 090 Arbitrage : Ivan Kružliak Arbitre vidéo : Tomasz Kwiatkowski | Spectateurs : 2 090 Arbitrage : Ivan Kružliak Arbitre vidéo : Tomasz Kwiatkowski |
| 9 septembre 2024 20h45 | Jehezkel 90+2e · Jaber 90+4e | Rapport | 73e Gatti                                       | Spectateurs : 2 090 Arbitrage : Ivan Kružliak Arbitre vidéo : Tomasz Kwiatkowski | Spectateurs : 2 090 Arbitrage : Ivan Kružliak Arbitre vidéo : Tomasz Kwiatkowski |

| 9 septembre 2024 | France                                | 2 - 0   | Belgique                  | Parc Olympique lyonnais, Décines-Charpieu                                    |                                                                              |
| 20h45            | Kolo Muani 29e · ( Kanté) Dembélé 57e | (1 - 0) |                           | Spectateurs : 42 358 Arbitrage : Tobias Stieler Arbitre vidéo : Felix Zwayer | Spectateurs : 42 358 Arbitrage : Tobias Stieler Arbitre vidéo : Felix Zwayer |
| 20h45            | Koné 4e · Digne 7e                    | Rapport | 7e Openda · 37e Tielemans | Spectateurs : 42 358 Arbitrage : Tobias Stieler Arbitre vidéo : Felix Zwayer | Spectateurs : 42 358 Arbitrage : Tobias Stieler Arbitre vidéo : Felix Zwayer |

| 3e journée            | Israël                  | 1 - 4   | France | Bozsik Aréna, Budapest                                                      |                                                                             |
| 10 octobre 2024 20h45 | ( Gloukh) Gandelman 24e | (1 - 2) | 7e Camavinga (Kolo Muani ) · 28e Nkunku (Camavinga ) · 87e Guendouzi (T. Hernandez ) · 89e Barcola (Guendouzi ) | Spectateurs : 2 226 Arbitrage : Nikola Dabanović Arbitre vidéo : Ivan Bebek | Spectateurs : 2 226 Arbitrage : Nikola Dabanović Arbitre vidéo : Ivan Bebek |
| 10 octobre 2024 20h45 |                         | Rapport | 18e Camavinga                                                                                                   | Spectateurs : 2 226 Arbitrage : Nikola Dabanović Arbitre vidéo : Ivan Bebek | Spectateurs : 2 226 Arbitrage : Nikola Dabanović Arbitre vidéo : Ivan Bebek |

| 10 octobre 2024 | Italie                                          | 2 - 2   | Belgique                                 | Stade olympique, Rome                                                      |                                                                            |
| 20h45           | Cambiaso 1re · ( Cambiaso) Retegui 24e          | (2 - 1) | 42e De Cuyper (Trossard ) · 61e Trossard | Spectateurs : 44 297 Arbitrage : Espen Eskås Arbitre vidéo : Rob Dieperink | Spectateurs : 44 297 Arbitrage : Espen Eskås Arbitre vidéo : Rob Dieperink |
| 20h45           | Pellegrini 38e · Donnarumma 90e · Pisilli 90+6e | Rapport | 65e Trossard                             | Spectateurs : 44 297 Arbitrage : Espen Eskås Arbitre vidéo : Rob Dieperink | Spectateurs : 44 297 Arbitrage : Espen Eskås Arbitre vidéo : Rob Dieperink |

| 4e journée            | Italie                                                                                                | 4 - 1   | Israël       | Stade Friuli, Udine                                                                                   | |
| 14 octobre 2024 20h45 | Retegui 41e (pen.) · ( Raspadori) Di Lorenzo 54e · ( Dimarco) Frattesi 72e · ( Udogie) Di Lorenzo 79e | (1 - 0) | 66e Abu Fani | Spectateurs : 11 700 Arbitrage : Ricardo de Burgos Bengoetxea Arbitre vidéo : Carlos del Cerro Grande | Spectateurs : 11 700 Arbitrage : Ricardo de Burgos Bengoetxea Arbitre vidéo : Carlos del Cerro Grande |
| 14 octobre 2024 20h45 | Cambiaso 66e                                                                                          | Rapport |              | Spectateurs : 11 700 Arbitrage : Ricardo de Burgos Bengoetxea Arbitre vidéo : Carlos del Cerro Grande | Spectateurs : 11 700 Arbitrage : Ricardo de Burgos Bengoetxea Arbitre vidéo : Carlos del Cerro Grande |

| 14 octobre 2024 | Belgique                                  | 1 - 2   | France                                                                 | Stade Roi Baudouin, Bruxelles                                                    |                                                                                  |
| 20h45           | ( Castagne) Openda 45+3e                  | (1 - 1) | 35e (pen.) Kolo Muani · 62e Kolo Muani (Digne )                        | Spectateurs : 39 731 Arbitrage : Irfan Peljto Arbitre vidéo : Tomasz Kwiatkowski | Spectateurs : 39 731 Arbitrage : Irfan Peljto Arbitre vidéo : Tomasz Kwiatkowski |
| 20h45           | Mangala 29e · Faes 53e · De Ketelaere 56e | Rapport | 7e Digne · 22e Saliba · 24e, 76e Tchouaméni · 45e Konaté · 79e Maignan | Spectateurs : 39 731 Arbitrage : Irfan Peljto Arbitre vidéo : Tomasz Kwiatkowski | Spectateurs : 39 731 Arbitrage : Irfan Peljto Arbitre vidéo : Tomasz Kwiatkowski |

| 5e journée             | France        | 0 - 0   | Israël                      | Stade de France, Saint-Denis                                                 |                                                                              |
| 14 novembre 2024 20h45 |               |         |                             | Spectateurs : 16 611 Arbitrage : Tobias Stieler Arbitre vidéo : Sören Storks | Spectateurs : 16 611 Arbitrage : Tobias Stieler Arbitre vidéo : Sören Storks |
| 14 novembre 2024 20h45 | Camavinga 35e | Rapport | 49e Jehezkel · 70e Nachmias | Spectateurs : 16 611 Arbitrage : Tobias Stieler Arbitre vidéo : Sören Storks | Spectateurs : 16 611 Arbitrage : Tobias Stieler Arbitre vidéo : Sören Storks |

| 14 novembre 2024 | Belgique                                 | 0 - 1   | Italie                     | Stade Roi Baudouin, Bruxelles                                               |                                                                             |
| 20h45            |                                          | (0 - 1) | 11e Tonali (Di Lorenzo )   | Spectateurs : 41 367 Arbitrage : Radu Petrescu Arbitre vidéo : Cătălin Popa | Spectateurs : 41 367 Arbitrage : Radu Petrescu Arbitre vidéo : Cătălin Popa |
| 20h45            | Castagne 28e · Onana 67e · Al-Dakhil 77e | Rapport | 45+2e Bastoni · 90+1e Kean | Spectateurs : 41 367 Arbitrage : Radu Petrescu Arbitre vidéo : Cătălin Popa | Spectateurs : 41 367 Arbitrage : Radu Petrescu Arbitre vidéo : Cătălin Popa |

| 6e journée             | Israël                   | 1 - 0   | Belgique                                 | Bozsik Aréna, Budapest                                                                  |                                                                                         |
| 17 novembre 2024 20h45 | Shua 86e                 | (0 - 0) |                                          | Spectateurs : 675 Arbitrage : Sebastian Gishamer Arbitre vidéo : Manuel Schuettengruber | Spectateurs : 675 Arbitrage : Sebastian Gishamer Arbitre vidéo : Manuel Schuettengruber |
| 17 novembre 2024 20h45 | Shlomo 84e · Jaber 90+4e | Rapport | 31e Castagne · 73e Openda · 84e Bakayoko | Spectateurs : 675 Arbitrage : Sebastian Gishamer Arbitre vidéo : Manuel Schuettengruber | Spectateurs : 675 Arbitrage : Sebastian Gishamer Arbitre vidéo : Manuel Schuettengruber |

| 17 novembre 2024 | Italie                  | 1 - 3   | France                                                                | Stade Giuseppe-Meazza, Milan                                                |                                                                             |
| 20h45            | ( Dimarco) Cambiaso 35e | (1 - 2) | 3e Rabiot (Digne ) · 33e (csc) Vicario (Digne ) · 65e Rabiot (Digne ) | Spectateurs : 68 158 Arbitrage : Slavko Vinčić Arbitre vidéo : Alen Borošak | Spectateurs : 68 158 Arbitrage : Slavko Vinčić Arbitre vidéo : Alen Borošak |
| 20h45            | Frattesi 31e            | Rapport | 44e Kolo Muani · 90+3e Guendouzi                                      | Spectateurs : 68 158 Arbitrage : Slavko Vinčić Arbitre vidéo : Alen Borošak | Spectateurs : 68 158 Arbitrage : Slavko Vinčić Arbitre vidéo : Alen Borošak |

### Groupe 3
| Rang | Équipe               | Pts | J | G | N | P | Bp | Bc | Diff |  | Résultats (▼ dom., ► ext.) |     |     |     |     |
| ---- | -------------------- | --- | - | - | - | - | -- | -- | ---- |  | -------------------------- | --- | --- | --- | --- |
| 1    | Allemagne            | 14  | 6 | 4 | 2 | 0 | 18 | 4  | +14  |  | Allemagne                  |     | 1-0 | 5-0 | 7-0 |
| 2    | Pays-Bas             | 9   | 6 | 2 | 3 | 1 | 13 | 7  | +6   |  | Pays-Bas                   | 2-2 |     | 4-0 | 5-2 |
| 3    | Hongrie              | 6   | 6 | 1 | 3 | 2 | 4  | 11 | -7   |  | Hongrie                    | 1-1 | 1-1 |     | 0-0 |
| 4    | Bosnie-Herzégovine P | 2   | 6 | 0 | 2 | 4 | 4  | 17 | -13  |  | Bosnie-Herzégovine P       | 1-2 | 1-1 | 0-2 |     |

| 1re journée            | Allemagne | 5 - 0   | Hongrie | Merkur Spiel-Arena, Düsseldorf                                                 |                                                                                |
| 7 septembre 2024 20h45 | ( Musiala) Füllkrug 27e · ( Wirtz) Musiala 58e · ( Musiala) Wirtz 66e · ( Musiala) Pavlović 77e · Havertz 81e (pen.) | (1 - 0) |         | Spectateurs : 49 235 Arbitrage : Clément Turpin Arbitre vidéo : Jérôme Brisard | Spectateurs : 49 235 Arbitrage : Clément Turpin Arbitre vidéo : Jérôme Brisard |
| 7 septembre 2024 20h45 | | Rapport | 9e Nego | Spectateurs : 49 235 Arbitrage : Clément Turpin Arbitre vidéo : Jérôme Brisard | Spectateurs : 49 235 Arbitrage : Clément Turpin Arbitre vidéo : Jérôme Brisard |

| 7 septembre 2024 | Pays-Bas                                                                                                 | 5 - 2   | Bosnie-Herzégovine                                        | Stade Philips, Eindhoven                                                       |                                                                                |
| 20h45            | Zirkzee 13e · ( Zirkzee) Reijnders 45+2e · ( Reijnders) Gakpo 56e · Weghorst 88e · ( Malen) Simons 90+2e | (2 - 1) | 27e Demirović (Huseinbašić ) · 73e Džeko (Bajraktarević ) | Spectateurs : 31 139 Arbitrage : Donatas Rumšas Arbitre vidéo : Stuart Attwell | Spectateurs : 31 139 Arbitrage : Donatas Rumšas Arbitre vidéo : Stuart Attwell |
| 20h45            | | Rapport | 76e Demirović · 86e Gazibegović                           | Spectateurs : 31 139 Arbitrage : Donatas Rumšas Arbitre vidéo : Stuart Attwell | Spectateurs : 31 139 Arbitrage : Donatas Rumšas Arbitre vidéo : Stuart Attwell |

| 2e journée              | Pays-Bas                                              | 2 - 2   | Allemagne                                          | Johan Cruyff Arena, Amsterdam                                                   |                                                                                 |
| 10 septembre 2024 20h45 | ( Gravenberch) Reijnders 2e · ( Brobbey) Dumfries 50e | (1 - 2) | 38e Undav (Wirtz ) · 45+3e Kimmich (Undav )        | Spectateurs : 50 109 Arbitrage : Davide Massa Arbitre vidéo : Aleandro Di Paolo | Spectateurs : 50 109 Arbitrage : Davide Massa Arbitre vidéo : Aleandro Di Paolo |
| 10 septembre 2024 20h45 |                                                       | Rapport | 14e Schlotterbeck · 24e Tah · 32e Raum · 86e Wirtz | Spectateurs : 50 109 Arbitrage : Davide Massa Arbitre vidéo : Aleandro Di Paolo | Spectateurs : 50 109 Arbitrage : Davide Massa Arbitre vidéo : Aleandro Di Paolo |

| 10 septembre 2024 | Hongrie      | 0 - 0   | Bosnie-Herzégovine      | Stade Ferenc-Puskás, Budapest                                               |                                                                             |
| 20h45             |              |         |                         | Spectateurs : 46 443 Arbitrage : Marco Guida Arbitre vidéo : Daniele Chiffi | Spectateurs : 46 443 Arbitrage : Marco Guida Arbitre vidéo : Daniele Chiffi |
| 20h45             | Zs. Nagy 77e | Rapport | 21e Barišić · 40e Katić | Spectateurs : 46 443 Arbitrage : Marco Guida Arbitre vidéo : Daniele Chiffi | Spectateurs : 46 443 Arbitrage : Marco Guida Arbitre vidéo : Daniele Chiffi |

| 3e journée            | Hongrie                  | 1 - 1   | Pays-Bas              | Stade Ferenc-Puskás, Budapest                                               |                                                                             |
| 11 octobre 2024 20h45 | ( Zs. Nagy) Sallai 32e   | (1 - 0) | 83e Dumfries (Gakpo ) | Spectateurs : 55 300 Arbitrage : Lukas Fähndrich Arbitre vidéo : Fedayi San | Spectateurs : 55 300 Arbitrage : Lukas Fähndrich Arbitre vidéo : Fedayi San |
| 11 octobre 2024 20h45 | B. Varga 13e · Fiola 13e | Rapport | 77e, 79e Van Dijk     | Spectateurs : 55 300 Arbitrage : Lukas Fähndrich Arbitre vidéo : Fedayi San | Spectateurs : 55 300 Arbitrage : Lukas Fähndrich Arbitre vidéo : Fedayi San |

| 11 octobre 2024 | Bosnie-Herzégovine                                                                           | 1 - 2   | Allemagne                                     | Stade Bilino-Polje, Zenica                                                       |                                                                                  |
| 20h45           | ( Tahirović) Džeko 70e                                                                       | (0 - 2) | 30e Undav (Wirtz ) · 36e Undav (Mittelstädt ) | Spectateurs : 11 000 Arbitrage : François Letexier Arbitre vidéo : Willy Delajod | Spectateurs : 11 000 Arbitrage : François Letexier Arbitre vidéo : Willy Delajod |
| 20h45           | Gigović 8e · Džeko 66e · Tahirović 74e · Milenković 76e, 76e · Barišić 82e · Demirović 90+5e | Rapport | 90+6e Kimmich                                 | Spectateurs : 11 000 Arbitrage : François Letexier Arbitre vidéo : Willy Delajod | Spectateurs : 11 000 Arbitrage : François Letexier Arbitre vidéo : Willy Delajod |

| 4e journée            | Allemagne                                       | 1 - 0   | Pays-Bas                                   | Allianz Arena, Munich                                                          |                                                                                |
| 14 octobre 2024 20h45 | Leweling 64e                                    | (0 - 0) |                                            | Spectateurs : 68 367 Arbitrage : Slavko Vinčić Arbitre vidéo : Nejc Kajtazovic | Spectateurs : 68 367 Arbitrage : Slavko Vinčić Arbitre vidéo : Nejc Kajtazovic |
| 14 octobre 2024 20h45 | Rüdiger 63e · Anton 90+3e · Schlotterbeck 90+3e | Rapport | 30e Reijnders · 63e Wieffer · 90+3e Simons | Spectateurs : 68 367 Arbitrage : Slavko Vinčić Arbitre vidéo : Nejc Kajtazovic | Spectateurs : 68 367 Arbitrage : Slavko Vinčić Arbitre vidéo : Nejc Kajtazovic |

| 14 octobre 2024 | Bosnie-Herzégovine                          | 0 - 2   | Hongrie                                            | Stade Bilino-Polje, Zenica                                                 |                                                                            |
| 20h45           |                                             | (0 - 1) | 38e Szoboszlai (Zs. Nagy ) · 50e (pen.) Szoboszlai | Spectateurs : 8 329 Arbitrage : Anthony Taylor Arbitre vidéo : David Coote | Spectateurs : 8 329 Arbitrage : Anthony Taylor Arbitre vidéo : David Coote |
| 20h45           | Katić 24e · Kolašinac 60e · Huseinbašić 74e | Rapport | 87e Fiola                                          | Spectateurs : 8 329 Arbitrage : Anthony Taylor Arbitre vidéo : David Coote | Spectateurs : 8 329 Arbitrage : Anthony Taylor Arbitre vidéo : David Coote |

| 5e journée             | Allemagne | 7 - 0   | Bosnie-Herzégovine              | Europa-Park-Stadion, Fribourg-en-Brisgau                                           |                                                                                    |
| 16 novembre 2024 20h45 | ( Kimmich) Musiala 2e · ( Andrich) Kleindienst 23e · ( Wirtz) Havertz 37e · Wirtz 50e · ( Havertz) Wirtz 57e · ( Havertz) Sané 66e · ( Rüdiger) Kleindienst 79e | (3 - 0) |                                 | Spectateurs : 28 143 Arbitrage : Vassilis Fotias Arbitre vidéo : Angelos Evangelou | Spectateurs : 28 143 Arbitrage : Vassilis Fotias Arbitre vidéo : Angelos Evangelou |
| 16 novembre 2024 20h45 | Tah 76e | Rapport | 89e Hajradinović · 90+3e Burnić | Spectateurs : 28 143 Arbitrage : Vassilis Fotias Arbitre vidéo : Angelos Evangelou | Spectateurs : 28 143 Arbitrage : Vassilis Fotias Arbitre vidéo : Angelos Evangelou |

| 16 novembre 2024 | Pays-Bas                                                                                        | 4 - 0   | Hongrie                  | Johan Cruyff Arena, Amsterdam                                                              |                                                                                            |
| 20h45            | Weghorst 21e (pen.) · Gakpo 45+12e (pen.) · ( Malen) Dumfries 64e · ( Dumfries) Koopmeiners 86e | (2 - 0) |                          | Spectateurs : 51 611 Arbitrage : Jesús Gil Manzano Arbitre vidéo : Carlos del Cerro Grande | Spectateurs : 51 611 Arbitrage : Jesús Gil Manzano Arbitre vidéo : Carlos del Cerro Grande |
| 20h45            | J. Timber 61e                                                                                   | Rapport | 6e Orban · 55e M. Dárdai | Spectateurs : 51 611 Arbitrage : Jesús Gil Manzano Arbitre vidéo : Carlos del Cerro Grande | Spectateurs : 51 611 Arbitrage : Jesús Gil Manzano Arbitre vidéo : Carlos del Cerro Grande |

| 6e journée             | Bosnie-Herzégovine     | 1 - 1   | Pays-Bas            | Stade Bilino-Polje, Zenica                                                        |                                                                                   |
| 19 novembre 2024 20h45 | ( Džeko) Demirović 67e | (0 - 1) | 24e Brobbey (Lang ) | Spectateurs : 4 134 Arbitrage : Aliyar Aghayev Arbitre vidéo : Tomasz Kwiatkowski | Spectateurs : 4 134 Arbitrage : Aliyar Aghayev Arbitre vidéo : Tomasz Kwiatkowski |
| 19 novembre 2024 20h45 | Demirović 76e          | Rapport |                     | Spectateurs : 4 134 Arbitrage : Aliyar Aghayev Arbitre vidéo : Tomasz Kwiatkowski | Spectateurs : 4 134 Arbitrage : Aliyar Aghayev Arbitre vidéo : Tomasz Kwiatkowski |

| 19 novembre 2024 | Hongrie                  | 1 - 1   | Allemagne                                     | Stade Ferenc-Puskás, Budapest                                                |                                                                              |
| 20h45            | Szoboszlai 90+9e (pen.)  | (0 - 0) | 76e Nmecha (Schlotterbeck )                   | Spectateurs : 53 212 Arbitrage : Duje Strukan Arbitre vidéo : Daniele Chiffi | Spectateurs : 53 212 Arbitrage : Duje Strukan Arbitre vidéo : Daniele Chiffi |
| 20h45            | Gera 87e · Schäfer 90+4e | Rapport | 58e Schlotterbeck · 72e Wirtz · 90+4e Andrich | Spectateurs : 53 212 Arbitrage : Duje Strukan Arbitre vidéo : Daniele Chiffi | Spectateurs : 53 212 Arbitrage : Duje Strukan Arbitre vidéo : Daniele Chiffi |

### Groupe 4
| Rang | Équipe    | Pts | J | G | N | P | Bp | Bc | Diff |  | Résultats (▼ dom., ► ext.) |     |     |     |     |
| ---- | --------- | --- | - | - | - | - | -- | -- | ---- |  | -------------------------- | --- | --- | --- | --- |
| 1    | Espagne T | 16  | 6 | 5 | 1 | 0 | 13 | 4  | +9   |  | Espagne T                  |     | 1-0 | 3-0 | 3-2 |
| 2    | Danemark  | 8   | 6 | 2 | 2 | 2 | 7  | 5  | +2   |  | Danemark                   | 1-2 |     | 2-0 | 2-0 |
| 3    | Serbie P  | 6   | 6 | 1 | 3 | 2 | 3  | 6  | -3   |  | Serbie P                   | 0-0 | 0-0 |     | 2-0 |
| 4    | Suisse    | 2   | 6 | 0 | 2 | 4 | 6  | 14 | -8   |  | Suisse                     | 1-4 | 2-2 | 1-1 |     |

| 1re journée            | Danemark                                                      | 2 - 0   | Suisse                                                | Parken Stadium, Copenhague                                                        |                                                                                   |
| 5 septembre 2024 20h45 | ( Skov Olsen) Dorgu 82e · ( Skov Olsen) Højbjerg 90+2e        | (0 - 0) |                                                       | Spectateurs : 26 024 Arbitrage : Daniel Siebert Arbitre vidéo : Christian Dingert | Spectateurs : 26 024 Arbitrage : Daniel Siebert Arbitre vidéo : Christian Dingert |
| 5 septembre 2024 20h45 | Grønbæk 23e · Højbjerg 83e · Hjulmand 83e · Vestergaard 90+4e | Rapport | 47e Widmer · 52e Elvedi · 83e Akanji · 83e, 87e Xhaka | Spectateurs : 26 024 Arbitrage : Daniel Siebert Arbitre vidéo : Christian Dingert | Spectateurs : 26 024 Arbitrage : Daniel Siebert Arbitre vidéo : Christian Dingert |

| 5 septembre 2024 | Serbie                                    | 0 - 0   | Espagne                                                          | Stade de l'Étoile rouge, Belgrade                                                |                                                                                  |
| 20h45            |                                           |         |                                                                  | Spectateurs : 29 981 Arbitrage : Serdar Gözübüyük Arbitre vidéo : Pol van Boekel | Spectateurs : 29 981 Arbitrage : Serdar Gözübüyük Arbitre vidéo : Pol van Boekel |
| 20h45            | Eraković 5e · Birmančević 43e · Belić 69e | Rapport | 21e Pérez · 27e Carvajal · 41e Yamal · 59e Le Normand · 67e Olmo | Spectateurs : 29 981 Arbitrage : Serdar Gözübüyük Arbitre vidéo : Pol van Boekel | Spectateurs : 29 981 Arbitrage : Serdar Gözübüyük Arbitre vidéo : Pol van Boekel |

| 2e journée             | Danemark                                               | 2 - 0   | Serbie                                     | Parken Stadium, Copenhague                                                     |                                                                                |
| 8 septembre 2024 18h00 | ( Poulsen) Grønbæk 36e · ( V. Kristiansen) Poulsen 61e | (1 - 0) |                                            | Spectateurs : 34 902 Arbitrage : Chris Kavanagh Arbitre vidéo : Darren England | Spectateurs : 34 902 Arbitrage : Chris Kavanagh Arbitre vidéo : Darren England |
| 8 septembre 2024 18h00 | Andersen 51e · V. Kristiansen 59e                      | Rapport | 70e Lukić · 71e S. Mitrović · 72e Pavlović | Spectateurs : 34 902 Arbitrage : Chris Kavanagh Arbitre vidéo : Darren England | Spectateurs : 34 902 Arbitrage : Chris Kavanagh Arbitre vidéo : Darren England |

| 8 septembre 2024 | Suisse                                  | 1 - 4   | Espagne                                                                                     | Stade de Genève, Genève                                                            |                                                                                    |
| 20h45            | ( Embolo) Amdouni 41e                   | (1 - 2) | 4e Joselu (Yamal ) · 13e Ruiz (Williams ) · 77e Ruiz (F. Torres ) · 80e F. Torres (Joselu ) | Spectateurs : 26 265 Arbitrage : Irfan Peljto (en) Arbitre vidéo : Bastian Dankert | Spectateurs : 26 265 Arbitrage : Irfan Peljto (en) Arbitre vidéo : Bastian Dankert |
| 20h45            | Vargas 18e · Freuler 52e · Wüthrich 53e | Rapport | 20e Le Normand · 69e F. Torres · 69e Carvajal                                               | Spectateurs : 26 265 Arbitrage : Irfan Peljto (en) Arbitre vidéo : Bastian Dankert | Spectateurs : 26 265 Arbitrage : Irfan Peljto (en) Arbitre vidéo : Bastian Dankert |

| 3e journée            | Espagne       | 1 - 0   | Danemark                                                    | Stade Enrique-Roca de Murcie, Murcie                                         |                                                                              |
| 12 octobre 2024 20h45 | Zubimendi 79e | (0 - 0) |                                                             | Spectateurs : 29 870 Arbitrage : Ivan Kružliak Arbitre vidéo : Michal Očenáš | Spectateurs : 29 870 Arbitrage : Ivan Kružliak Arbitre vidéo : Michal Očenáš |
| 12 octobre 2024 20h45 | Raya 90+4e    | Rapport | 23e Hjulmand · 85e V. Kristiansen · 88e Bah · 90+3e Nelsson | Spectateurs : 29 870 Arbitrage : Ivan Kružliak Arbitre vidéo : Michal Očenáš | Spectateurs : 29 870 Arbitrage : Ivan Kružliak Arbitre vidéo : Michal Očenáš |

| 12 octobre 2024 | Serbie                                            | 2 - 0   | Suisse                  | Stade Dubočica (en), Leskovac                                                   |                                                                                 |
| 20h45           | ( Samardžić) Elvedi 45+1e (csc) · A. Mitrović 61e | (1 - 0) |                         | Spectateurs : 6 383 Arbitrage : Simone Sozza (it) Arbitre vidéo : Luca Pairetto | Spectateurs : 6 383 Arbitrage : Simone Sozza (it) Arbitre vidéo : Luca Pairetto |
| 20h45           | Nedeljković 71e · Simić 84e · Samardžić 90+3e     | Rapport | 23e Widmer · 44e Elvedi | Spectateurs : 6 383 Arbitrage : Simone Sozza (it) Arbitre vidéo : Luca Pairetto | Spectateurs : 6 383 Arbitrage : Simone Sozza (it) Arbitre vidéo : Luca Pairetto |

| 4e journée            | Espagne                                              | 3 - 0   | Serbie                                                                       | Stade Nuevo Arcángel, Cordoue                                                 |                                                                               |
| 15 octobre 2024 20h45 | ( Porro) Laporte 5e · ( Ruiz) Morata 65e · Baena 77e | (1 - 0) |                                                                              | Spectateurs : 20 345 Arbitrage : Daniel Stefanski Arbitre vidéo : Piotr Lasyk | Spectateurs : 20 345 Arbitrage : Daniel Stefanski Arbitre vidéo : Piotr Lasyk |
| 15 octobre 2024 20h45 | Oyarzabal 7e                                         | Rapport | 38e Eraković · 53e A. Mitrović · 54e Milenković · 76e Pavlović · 90+1e Jović | Spectateurs : 20 345 Arbitrage : Daniel Stefanski Arbitre vidéo : Piotr Lasyk | Spectateurs : 20 345 Arbitrage : Daniel Stefanski Arbitre vidéo : Piotr Lasyk |

| 15 octobre 2024 | Suisse                             | 2 - 2   | Danemark                                         | kybunpark, Saint-Gall                                                                     |                                                                                           |
| 20h45           | Freuler 26e · Amdouni 45+1e (pen.) | (2 - 1) | 27e Isaksen (Eriksen ) · 69e Eriksen (Højbjerg ) | Spectateurs : 16 182 Arbitrage : Halil Umut Meler (en) Arbitre vidéo : Gianluca Aureliano | Spectateurs : 16 182 Arbitrage : Halil Umut Meler (en) Arbitre vidéo : Gianluca Aureliano |
| 20h45           | Elvedi 30e · Rieder 37e            | Rapport | 55e R. Kristensen                                | Spectateurs : 16 182 Arbitrage : Halil Umut Meler (en) Arbitre vidéo : Gianluca Aureliano | Spectateurs : 16 182 Arbitrage : Halil Umut Meler (en) Arbitre vidéo : Gianluca Aureliano |

| 5e journée             | Danemark                                                   | 1 - 2   | Espagne                                    | Parken Stadium, Copenhague                                                |                                                                           |
| 15 novembre 2024 20h45 | Isaksen 84e                                                | (0 - 1) | 15e Oyarzabal (Pérez ) · 58e Pérez (Olmo ) | Spectateurs : 36 985 Arbitrage : Rade Obrenovič Arbitre vidéo : Matej Jug | Spectateurs : 36 985 Arbitrage : Rade Obrenovič Arbitre vidéo : Matej Jug |
| 15 novembre 2024 20h45 | Nørgaard 33e · Højbjerg 79e · Andersen 90e · Isaksen 90+2e | Rapport | 74e Oyarzabal · 90e Morata                 | Spectateurs : 36 985 Arbitrage : Rade Obrenovič Arbitre vidéo : Matej Jug | Spectateurs : 36 985 Arbitrage : Rade Obrenovič Arbitre vidéo : Matej Jug |

| 15 novembre 2024 | Suisse                              | 1 - 1   | Serbie                       | Stade du Letzigrund, Zurich                                                   |                                                                               |
| 20h45            | ( Freuler) Amdouni 78e              | (0 - 0) | 88e Terzić (Vlahović )       | Spectateurs : 21 115 Arbitrage : Clément Turpin Arbitre vidéo : Willy Delajod | Spectateurs : 21 115 Arbitrage : Clément Turpin Arbitre vidéo : Willy Delajod |
| 20h45            | Xhaka 35e · Embolo 51e · Cömert 54e | Rapport | 25e Terzić · 51e A. Živković | Spectateurs : 21 115 Arbitrage : Clément Turpin Arbitre vidéo : Willy Delajod | Spectateurs : 21 115 Arbitrage : Clément Turpin Arbitre vidéo : Willy Delajod |

| 6e journée                     | Espagne                                                | 3 - 2   | Suisse                           | Stade Heliodoro Rodríguez López, Santa Cruz de Tenerife                         |                                                                                 |
| 18 novembre 2024 20h45 (19h45) | ( Williams) Pino 32e · Gil 68e · Zaragoza 90+3e (pen.) | (1 - 0) | 63e Monteiro · 85e (pen.) Zeqiri | Spectateurs : 21 204 Arbitrage : Bastian Dankert Arbitre vidéo : Benjamin Brand | Spectateurs : 21 204 Arbitrage : Bastian Dankert Arbitre vidéo : Benjamin Brand |
| 18 novembre 2024 20h45 (19h45) | Pino 62e · Zaragoza 84e                                | Rapport | 81e Cömert                       | Spectateurs : 21 204 Arbitrage : Bastian Dankert Arbitre vidéo : Benjamin Brand | Spectateurs : 21 204 Arbitrage : Bastian Dankert Arbitre vidéo : Benjamin Brand |

| 18 novembre 2024 | Serbie                                                           | 0 - 0   | Danemark    | Stade Dubočica (en), Leskovac                                                 |                                                                               |
| 20h45            |                                                                  |         |             | Spectateurs : 7 295 Arbitrage : Felix Zwayer Arbitre vidéo : Sascha Stegemann | Spectateurs : 7 295 Arbitrage : Felix Zwayer Arbitre vidéo : Sascha Stegemann |
| 20h45            | Terzić 26e · Milenković 41e · Živković 80e · Pavlović 90e, 90+5e | Rapport | 25e Dolberg | Spectateurs : 7 295 Arbitrage : Felix Zwayer Arbitre vidéo : Sascha Stegemann | Spectateurs : 7 295 Arbitrage : Felix Zwayer Arbitre vidéo : Sascha Stegemann |

## Classement général
Légende des classements
- Qualification pour la phase finale
- Barrage de relégation en Ligue B
- Relégation en Ligue B

| Rang | Nation               | Parcours                        | Gr. | MJ | G | N | P | Pts | Bp | Bc | Diff |
| ---- | -------------------- | ------------------------------- | --- | -- | - | - | - | --- | -- | -- | ---- |
| 1er  | Espagne T            | Meilleur premier de groupe      | 4   | 6  | 5 | 1 | 0 | 16  | 13 | 4  | +9   |
| 2e   | Allemagne            | 2e meilleur premier de groupe   | 3   | 6  | 4 | 2 | 0 | 14  | 18 | 4  | +14  |
| 3e   | Portugal             | 3e meilleur premier de groupe   | 1   | 6  | 4 | 2 | 0 | 14  | 13 | 5  | +8   |
| 4e   | France               | 4e meilleur premier de groupe   | 2   | 6  | 4 | 1 | 1 | 13  | 12 | 6  | +6   |
|      |                      |                                 |     |    |   |   |   |     |    |    |      |
| 5e   | Italie               | Meilleur deuxième de groupe     | 2   | 6  | 4 | 1 | 1 | 13  | 13 | 8  | +5   |
| 6e   | Pays-Bas             | 2e meilleur deuxième de groupe  | 3   | 6  | 2 | 3 | 1 | 9   | 13 | 7  | +6   |
| 7e   | Danemark             | 3e meilleur deuxième de groupe  | 4   | 6  | 2 | 2 | 2 | 8   | 7  | 5  | +2   |
| 8e   | Croatie              | 4e Meilleur deuxième de groupe  | 1   | 6  | 2 | 2 | 2 | 8   | 8  | 8  | 0    |
|      |                      |                                 |     |    |   |   |   |     |    |    |      |
| 9e   | Écosse P             | Meilleur troisième de groupe    | 1   | 6  | 2 | 1 | 3 | 7   | 7  | 8  | -1   |
| 10e  | Serbie P             | 2e meilleur troisième de groupe | 4   | 6  | 1 | 3 | 2 | 6   | 3  | 6  | -3   |
| 11e  | Hongrie              | 3e meilleur troisième de groupe | 3   | 6  | 1 | 3 | 2 | 6   | 4  | 11 | -7   |
| 12e  | Belgique             | 4e meilleur troisième de groupe | 2   | 6  | 1 | 1 | 4 | 4   | 6  | 9  | -3   |
|      |                      |                                 |     |    |   |   |   |     |    |    |      |
| 13e  | Pologne              | Meilleur quatrième de groupe    | 1   | 6  | 1 | 1 | 4 | 4   | 9  | 16 | -7   |
| 14e  | Israël P             | 2e meilleur quatrième de groupe | 2   | 6  | 1 | 1 | 4 | 4   | 5  | 13 | -8   |
| 15e  | Suisse               | 3e meilleur quatrième de groupe | 4   | 6  | 0 | 2 | 4 | 2   | 6  | 14 | -8   |
| 16e  | Bosnie-Herzégovine P | 4e meilleur quatrième de groupe | 3   | 6  | 0 | 2 | 4 | 2   | 4  | 17 | -13  |

## Phase à élimination directe
Pour cette édition 2024-2025, l'UEFA instaure un nouveau format avec l'arrivée des quarts de finale ; les deux premiers de chaque groupe joueront un match aller et un match retour, pour se qualifier pour la phase finale.

### Tirage au sort
Le tirage au sort des quarts de finale a lieu le 22 novembre 2024 à Nyon en Suisse en même temps que les demi-finales et les barrages de promotion-relégation. Les équipes sont réparties en 3 chapeaux (dont 1 comprenant les vainqueurs des quarts de finale) sur la base du classement général de la phase de ligues. Le premier de chaque groupe est tête de série tandis que le deuxième de chaque groupe est non-tête de série,.
| Équipe    | Classement |
| --------- | ---------- |
| Espagne   | 1          |
| Allemagne | 2          |
| Portugal  | 3          |
| France    | 4          |

| Équipe   | Classement |
| -------- | ---------- |
| Italie   | 5          |
| Pays-Bas | 6          |
| Danemark | 7          |
| Croatie  | 8          |

### Tableau final
|  | Quarts de finale            | Quarts de finale            | Quarts de finale            | Quarts de finale            |              |              | Demi-finales         | Demi-finales         | Demi-finales                  | Demi-finales                  |                               |                               | Finale               | Finale               | Finale               | Finale               |
|  |                             |                             |                             |                             |              |              |                      |                      |                               |                               |                               |                               |                      |                      |                      |                      |
|  | 20 mars 2025 & 23 mars 2025 | 20 mars 2025 & 23 mars 2025 | 20 mars 2025 & 23 mars 2025 | 20 mars 2025 & 23 mars 2025 |              |              | 4 juin 2025 - Munich | 4 juin 2025 - Munich | 4 juin 2025 - Munich          | 4 juin 2025 - Munich          |                               |                               | 8 juin 2025 - Munich | 8 juin 2025 - Munich | 8 juin 2025 - Munich | 8 juin 2025 - Munich |
|  | 20 mars 2025 & 23 mars 2025 | 20 mars 2025 & 23 mars 2025 | 20 mars 2025 & 23 mars 2025 | 20 mars 2025 & 23 mars 2025 |              |              | 4 juin 2025 - Munich | 4 juin 2025 - Munich | 4 juin 2025 - Munich          | 4 juin 2025 - Munich          |                               |                               | 8 juin 2025 - Munich | 8 juin 2025 - Munich | 8 juin 2025 - Munich | 8 juin 2025 - Munich |
|  | Italie                      | Italie                      | 1                           | 3                           |              |              | 4 juin 2025 - Munich | 4 juin 2025 - Munich | 4 juin 2025 - Munich          | 4 juin 2025 - Munich          |                               |                               | 8 juin 2025 - Munich | 8 juin 2025 - Munich | 8 juin 2025 - Munich | 8 juin 2025 - Munich |
|  | Italie                      | Italie                      | 1                           | 3                           |              |              | 4 juin 2025 - Munich | 4 juin 2025 - Munich | 4 juin 2025 - Munich          | 4 juin 2025 - Munich          |                               |                               | 8 juin 2025 - Munich | 8 juin 2025 - Munich | 8 juin 2025 - Munich | 8 juin 2025 - Munich |
|  | Allemagne                   | Allemagne                   | 2                           | 3                           |              |              | 4 juin 2025 - Munich | 4 juin 2025 - Munich | 4 juin 2025 - Munich          | 4 juin 2025 - Munich          |                               |                               | 8 juin 2025 - Munich | 8 juin 2025 - Munich | 8 juin 2025 - Munich | 8 juin 2025 - Munich |
|  | Allemagne                   | Allemagne                   | 2                           | 3                           | Allemagne    | Allemagne    | 1                    | 1                    |                               |                               |                               |                               | 8 juin 2025 - Munich | 8 juin 2025 - Munich | 8 juin 2025 - Munich | 8 juin 2025 - Munich |
|  | 20 mars 2025 & 23 mars 2025 |                             |                             |                             | Allemagne    | Allemagne    | 1                    | 1                    |                               |                               |                               |                               | 8 juin 2025 - Munich | 8 juin 2025 - Munich | 8 juin 2025 - Munich | 8 juin 2025 - Munich |
|  |                             |                             | Portugal                    | Portugal                    | 2            | 2            |                      |                      |                               |                               |                               |                               | 8 juin 2025 - Munich | 8 juin 2025 - Munich | 8 juin 2025 - Munich | 8 juin 2025 - Munich |
|  | Danemark                    | Danemark                    | Portugal                    | Portugal                    | 2            | 2            | 1                    | 2                    |                               |                               |                               |                               | 8 juin 2025 - Munich | 8 juin 2025 - Munich | 8 juin 2025 - Munich | 8 juin 2025 - Munich |
|  | Danemark                    | Danemark                    | 5 juin 2025 - Stuttgart     |                             |              |              | 1                    | 2                    |                               |                               |                               |                               | 8 juin 2025 - Munich | 8 juin 2025 - Munich | 8 juin 2025 - Munich | 8 juin 2025 - Munich |
|  | Portugal                    | Portugal                    | 0                           | 5 ap                        |              |              |                      |                      |                               |                               |                               |                               | 8 juin 2025 - Munich | 8 juin 2025 - Munich | 8 juin 2025 - Munich | 8 juin 2025 - Munich |
|  | Portugal                    | Portugal                    | 0                           | 5 ap                        | Portugal     | Portugal     | 2 ap (5) tab         | 2 ap (5) tab         |                               |                               |                               |                               |                      |                      |                      |                      |
|  | 20 mars 2025 & 23 mars 2025 |                             |                             |                             | Portugal     | Portugal     | 2 ap (5) tab         | 2 ap (5) tab         |                               |                               |                               |                               |                      |                      |                      |                      |
|  |                             |                             | Espagne                     | Espagne                     | 2 ap (3) tab | 2 ap (3) tab |                      |                      |                               |                               |                               |                               |                      |                      |                      |                      |
|  | Pays-Bas                    | Pays-Bas                    | Espagne                     | Espagne                     | 2 ap (3) tab | 2 ap (3) tab | 2                    | 3 ap(4)              |                               |                               |                               |                               |                      |                      |                      |                      |
|  | Pays-Bas                    | Pays-Bas                    |                             |                             |              |              |                      |                      |                               |                               |                               |                               |                      |                      |                      |                      |
|  | Espagne                     | Espagne                     | 2                           | 3 tab(5)                    |              |              |                      |                      |                               |                               |                               |                               |                      |                      |                      |                      |
|  | Espagne                     | Espagne                     | 2                           | 3 tab(5)                    | Espagne      | Espagne      | 5                    | 5                    | Match pour la troisième place | Match pour la troisième place | Match pour la troisième place | Match pour la troisième place |                      |                      |                      |                      |
|  | 20 mars 2025 & 23 mars 2025 |                             |                             |                             | Espagne      | Espagne      | 5                    | 5                    | Match pour la troisième place | Match pour la troisième place | Match pour la troisième place | Match pour la troisième place |                      |                      |                      |                      |
|  |                             |                             | France                      | France                      | 4            | 4            |                      |                      | 8 juin 2025 - Stuttgart       | 8 juin 2025 - Stuttgart       | 8 juin 2025 - Stuttgart       | 8 juin 2025 - Stuttgart       |                      |                      |                      |                      |
|  | Croatie                     | Croatie                     | France                      | France                      | 4            | 4            | 2                    | 0 ap(4)              | 8 juin 2025 - Stuttgart       | 8 juin 2025 - Stuttgart       | 8 juin 2025 - Stuttgart       | 8 juin 2025 - Stuttgart       |                      |                      |                      |                      |
|  | Croatie                     | Croatie                     |                             |                             |              |              |                      | 0 ap(4)              |                               |                               | Allemagne                     | Allemagne                     | 0                    | 0                    |                      |                      |
|  | France                      | France                      | 0                           | 2 tab(5)                    |              |              |                      |                      |                               |                               | Allemagne                     | Allemagne                     | 0                    | 0                    |                      |                      |
|  | France                      | France                      | 0                           | 2 tab(5)                    | France       | France       | 2                    | 2                    |                               |                               |                               |                               |                      |                      |                      |                      |
|  |                             |                             |                             |                             |              |              |                      |                      |                               |                               |                               |                               |                      |                      |                      |                      |

### Quarts de finale
| Match aller        | Pays-Bas                                          | 2 - 2   | Espagne                                         | De Kuip, Rotterdam                                                              |                                                                                 |
| 20 mars 2025 20h45 | ( Kluivert) Gakpo 28e · ( Frimpong) Reijnders 46e | (1 - 1) | 9e Williams (Pedri ) · 90+3e Merino (Williams ) | Spectateurs : 42 003 Arbitrage : Glenn Nyberg Arbitre vidéo : Christian Dingert | Spectateurs : 42 003 Arbitrage : Glenn Nyberg Arbitre vidéo : Christian Dingert |
| 20 mars 2025 20h45 | Gakpo 45+1e · Van Dijk 79e · Hato 81e             | Rapport | 61e Huijsen · 72e Pérez                         | Spectateurs : 42 003 Arbitrage : Glenn Nyberg Arbitre vidéo : Christian Dingert | Spectateurs : 42 003 Arbitrage : Glenn Nyberg Arbitre vidéo : Christian Dingert |

| Match retour       | Espagne                                                     | 3 - 3 ap              | Pays-Bas                                                      | Stade de Mestalla, Valence                                                    |                                                                               |
| 23 mars 2025 20h45 | Oyarzabal 8e (pen.) · Oyarzabal 67e · ( Huijsen) Yamal 103e | (1 - 0, 2 - 2, 3 - 2) | 54e (pen.) Depay · 79e Maatsen ( Simons) · 109e (pen.) Simons | Spectateurs : 48 082 Arbitrage : Clément Turpin Arbitre vidéo : Willy Delajod | Spectateurs : 48 082 Arbitrage : Clément Turpin Arbitre vidéo : Willy Delajod |
| 23 mars 2025 20h45 | Le Normand 53e · Simón 108e                                 | Rapport               | 60e Depay ·                                                   | Spectateurs : 48 082 Arbitrage : Clément Turpin Arbitre vidéo : Willy Delajod | Spectateurs : 48 082 Arbitrage : Clément Turpin Arbitre vidéo : Willy Delajod |
| 23 mars 2025 20h45 | Merino · F.Torres · García · Yamal · Baena · Pedri          | Tirs au but 5 - 4     | van Dijk · Koopmeiners · Simons · Lang · Taylor · Malen       | Spectateurs : 48 082 Arbitrage : Clément Turpin Arbitre vidéo : Willy Delajod | Spectateurs : 48 082 Arbitrage : Clément Turpin Arbitre vidéo : Willy Delajod |

L'Espagne et les Pays-Bas font 5 - 5 sur l'ensemble des deux matchs, l'Espagne gagne aux tirs au but.
| Match aller        | Croatie                                | 2 - 0   | France                         | Stade de Poljud, Split                                                       |                                                                              |
| 20 mars 2025 20h45 | ( Perišić) Budimir 26e · Perišić 45+1e | (2 - 0) |                                | Spectateurs : 30 551 Arbitrage : Espen Eskås Arbitre vidéo : Bastian Dankert | Spectateurs : 30 551 Arbitrage : Espen Eskås Arbitre vidéo : Bastian Dankert |
| 20 mars 2025 20h45 |                                        | Rapport | 74e Tchouaméni · 76e Upamecano | Spectateurs : 30 551 Arbitrage : Espen Eskås Arbitre vidéo : Bastian Dankert | Spectateurs : 30 551 Arbitrage : Espen Eskås Arbitre vidéo : Bastian Dankert |

| Match retour       | France                                                                      | 2 - 0 ap              | Croatie                                                                                      | Stade de France, Saint-Denis                                                   |                                                                                |
| 23 mars 2025 20h45 | Olise 52e · ( Olise) Dembelé 80e                                            | (0 - 0, 2 - 0, 2 - 0) |                                                                                              | Spectateurs : 77 502 Arbitrage : Michael Oliver Arbitre vidéo : Jarred Gillett | Spectateurs : 77 502 Arbitrage : Michael Oliver Arbitre vidéo : Jarred Gillett |
| 23 mars 2025 20h45 | Mbappé 37e · Kolo Muani 103e                                                | Rapport               | 35e Stanišić · 45e Kovačić · 45+2e Gvardiol · 61e Ćaleta-Car · 74e Livaković · 90+5e Jakić · | Spectateurs : 77 502 Arbitrage : Michael Oliver Arbitre vidéo : Jarred Gillett | Spectateurs : 77 502 Arbitrage : Michael Oliver Arbitre vidéo : Jarred Gillett |
| 23 mars 2025 20h45 | Mbappé · Tchouaméni · Koundé · Kolo Muani · T. Hernandez · Doué · Upamecano | Tirs au but 5 - 4     | Baturina · Moro · F. Ivanović · Pašalić · Jakić · Ćaleta-Car · Stanišić                      | Spectateurs : 77 502 Arbitrage : Michael Oliver Arbitre vidéo : Jarred Gillett | Spectateurs : 77 502 Arbitrage : Michael Oliver Arbitre vidéo : Jarred Gillett |

La France et la Croatie font 2 - 2 sur l'ensemble des deux matchs, la France gagne aux tirs au but.
| Match aller        | Danemark                  | 1 - 0   | Portugal                | Parken Stadium, Copenhague                                                   |                                                                              |
| 20 mars 2025 20h45 | ( Skov Olsen) Højlund 78e | (0 - 0) |                         | Spectateurs : 36 322 Arbitrage : Irfan Peljto Arbitre vidéo : Pol van Boekel | Spectateurs : 36 322 Arbitrage : Irfan Peljto Arbitre vidéo : Pol van Boekel |
| 20 mars 2025 20h45 |                           | Rapport | 57e Dalot · 59e Vitinha | Spectateurs : 36 322 Arbitrage : Irfan Peljto Arbitre vidéo : Pol van Boekel | Spectateurs : 36 322 Arbitrage : Irfan Peljto Arbitre vidéo : Pol van Boekel |

| Match retour               | Portugal | 5 - 2 ap              | Danemark                                                          | Stade José Alvalade, Lisbonne                                               |                                                                             |
| 23 mars 2025 20h45 (19h45) | ( Fernandes) Andersen 38e (csc) · Ronaldo 72e · ( Mendes) Trincão 86e · ( Ramos) Trincão 91e · ( Jota) Ramos 115e | (1 - 0, 3 - 2, 1 - 0) | 56e R. Kristensen (Eriksen ) · 76e Eriksen (Dorgu )               | Spectateurs : 47 123 Arbitrage : Slavko Vinčić Arbitre vidéo : Alen Borošak | Spectateurs : 47 123 Arbitrage : Slavko Vinčić Arbitre vidéo : Alen Borošak |
| 23 mars 2025 20h45 (19h45) | Dias 50e · Jota 75e                                                                                               | Rapport               | 50e Eriksen · 66e Nørgaard · 105+3e Andersen · 120+1e Vestergaard | Spectateurs : 47 123 Arbitrage : Slavko Vinčić Arbitre vidéo : Alen Borošak | Spectateurs : 47 123 Arbitrage : Slavko Vinčić Arbitre vidéo : Alen Borošak |

Le Portugal gagne 5 - 3 sur l'ensemble des deux matchs.
| Match aller        | Italie                    | 1 - 2   | Allemagne                                            | Stade Giuseppe-Meazza, Milan                                                      |                                                                                   |
| 20 mars 2025 20h45 | Tonali 9e                 | (1 - 0) | 49e Kleindienst (Kimmich ) · 76e Goretzka (Kimmich ) | Spectateurs : 60 334 Arbitrage : François Letexier Arbitre vidéo : Jérôme Brisard | Spectateurs : 60 334 Arbitrage : François Letexier Arbitre vidéo : Jérôme Brisard |
| 20 mars 2025 20h45 | Rovella 52e · Maldini 74e | Rapport | 55e Amiri                                            | Spectateurs : 60 334 Arbitrage : François Letexier Arbitre vidéo : Jérôme Brisard | Spectateurs : 60 334 Arbitrage : François Letexier Arbitre vidéo : Jérôme Brisard |

| Match retour       | Allemagne                                                                | 3 - 3   | Italie                                                   | Signal Iduna Park, Dortmund                                                   |                                                                               |
| 23 mars 2025 20h45 | Kimmich 30e (pen.) · ( Kimmich) Musiala 36e · ( Kimmich) Kleindienst 45e | (3 - 3) | 49e Kean · 69e Kean (Raspadori ) · 90+5e Raspadori       | Spectateurs : 64 762 Arbitrage : Szymon Marciniak Arbitre vidéo : Pawel Pskit | Spectateurs : 64 762 Arbitrage : Szymon Marciniak Arbitre vidéo : Pawel Pskit |
| 23 mars 2025 20h45 | Stiller 22e · Adeyemi 68e · Kleindienst 79e                              | Rapport | 21e Gatti · 29e Buongiorno · 79e Bastoni · 90+9e Barella | Spectateurs : 64 762 Arbitrage : Szymon Marciniak Arbitre vidéo : Pawel Pskit | Spectateurs : 64 762 Arbitrage : Szymon Marciniak Arbitre vidéo : Pawel Pskit |

L'Allemagne gagne 5 - 4 sur l'ensemble des deux matchs.

### Phase finale à 4
Le tirage au sort des demi-finales a lieu le 22 novembre 2024 à Nyon en Suisse en même temps que les quarts de finale et les barrages de promotion-relégation. Les 4 équipes qualifiées sont réparties en deux demi-finales, un match pour la 3e place et une finale en match aller simple. Le pays organisateur de la phase finale à 4 sera désigné parmi les quatre vainqueurs des quarts de finale. Le pays organisateur sera dans la première demi-finale.

#### Demi-finales
| Match 1           | Allemagne                          | 1 - 2   | Portugal                    | Allianz Arena, Munich                                                                       |                                                                                             |
| 4 juin 2025 21h00 | Wirtz 48e                          | (0 - 0) | 65e Conceição · 68e Ronaldo | Spectateurs : 65 823 Diffuseur : TF1 Arbitrage : Slavko Vinčić Arbitre vidéo : Alen Borošak | Spectateurs : 65 823 Diffuseur : TF1 Arbitrage : Slavko Vinčić Arbitre vidéo : Alen Borošak |
| 4 juin 2025 21h00 | Tah 80e · Wirtz 80e · Füllkrug 84e | Rapport | 52e Neves · 84e Dias        | Spectateurs : 65 823 Diffuseur : TF1 Arbitrage : Slavko Vinčić Arbitre vidéo : Alen Borošak | Spectateurs : 65 823 Diffuseur : TF1 Arbitrage : Slavko Vinčić Arbitre vidéo : Alen Borošak |

| Match 2           | Espagne                                                        | 5 - 4   | France                                                               | MHPArena, Stuttgart                                                       |                                                                           |
| 5 juin 2025 21h00 | N. Willams 22e · Merino 25e · Yamal 54e (pen.) 67e · Pedri 55e | (2 - 0) | 59e (pen.) Mbappé · 79e Cherki · 84e (csc) Vivian · 90+3e Kolo Muani | Diffuseur : TF1 Arbitrage : Michael Oliver Arbitre vidéo : Jarred Gillett | Diffuseur : TF1 Arbitrage : Michael Oliver Arbitre vidéo : Jarred Gillett |
| 5 juin 2025 21h00 | Rapport                                                        |         |                                                                      | Diffuseur : TF1 Arbitrage : Michael Oliver Arbitre vidéo : Jarred Gillett | Diffuseur : TF1 Arbitrage : Michael Oliver Arbitre vidéo : Jarred Gillett |

#### Match pour la troisième place
| Match 3           | Allemagne | 0 - 2   | France | MHPArena, Stuttgart       |                           |
| 8 juin 2025 15h00 |           | (0 - 1) |        | Arbitrage : Ivan Kružliak | Arbitrage : Ivan Kružliak |
| 8 juin 2025 15h00 | Rapport   |         |        | Arbitrage : Ivan Kružliak | Arbitrage : Ivan Kružliak |

#### Finale
| Finale                                                          | Portugal                                           | 2 - 2 a. p.           | Espagne                        | Allianz Arena, Munich                           |                                                 |
| Dimanche 8 juin 2025 · 21h00 (CEST) · Historique des rencontres | Mendes 26e · Ronaldo 61e                           | (1 - 2, 2 - 2, 2 - 2) | 21e Zubimendi · 45e Oyarzabal  | Diffuseur : TF1 Arbitrage : Sandro Schärer (en) | Diffuseur : TF1 Arbitrage : Sandro Schärer (en) |
| Dimanche 8 juin 2025 · 21h00 (CEST) · Historique des rencontres | Rapport                                            |                       |                                | Diffuseur : TF1 Arbitrage : Sandro Schärer (en) | Diffuseur : TF1 Arbitrage : Sandro Schärer (en) |
| Dimanche 8 juin 2025 · 21h00 (CEST) · Historique des rencontres | G. Ramos · Vitinha · Fernandes · Mendes · R. Neves | Tirs au but 5 - 3     | Merino · Baena · Isco · Morata | Diffuseur : TF1 Arbitrage : Sandro Schärer (en) | Diffuseur : TF1 Arbitrage : Sandro Schärer (en) |

## Buteurs

### 6 buts
- Cristiano Ronaldo

### 3 buts
- Randal Kolo Muani
- Deniz Undav
- Florian Wirtz
- Dominik Szoboszlai
- Davide Frattesi
- Denzel Dumfries
- Zeki Amdouni

### 2 buts
- Kevin De Bruyne
- Ermedin Demirović
- Edin Džeko
- Gustav Isaksen
- Bradley Barcola
- Adrien Rabiot
- Kai Havertz
- Tim Kleindienst
- Jamal Musiala
- Mohammad Abou Fani
- Andrea Cambiaso
- Giovanni Di Lorenzo
- Mateo Retegui
- Cody Gakpo
- Tijjani Reijnders
- Wout Weghorst
- Sebastian Szymański
- Nicola Zalewski
- Piotr Zieliński
- Bruno Fernandes
- John McGinn
- Scott McTominay
- Fabián Ruiz

### 1 but
- Maxim De Cuyper
- Loïs Openda
- Youri Tielemans
- Leandro Trossard
- Martin Baturina
- Joško Gvardiol
- Andrej Kramarić
- Igor Matanović
- Luka Modrić
- Borna Sosa
- Petar Sučić
- Patrick Dorgu
- Christian Eriksen
- Albert Grønbæk
- Pierre-Emile Højbjerg
- Yussuf Poulsen
- Eduardo Camavinga
- Ousmane Dembélé
- Mattéo Guendouzi
- Christopher Nkunku
- Niclas Füllkrug
- Joshua Kimmich
- Jamie Leweling
- Felix Nmecha
- Aleksandar Pavlović
- Leroy Sané
- Roland Sallai
- Omri Gandelman
- Yarden Shua
- Federico Dimarco
- Moise Kean
- Giacomo Raspadori
- Sandro Tonali
- Brian Brobbey
- Teun Koopmeiners
- Xavi Simons
- Joshua Zirkzee
- Robert Lewandowski
- Dominik Marczuk
- Kamil Piątkowski
- Diogo Dalot
- João Félix
- Rafael Leão
- Pedro Neto
- Bernardo Silva
- Ryan Christie
- Billy Gilmour
- Andrew Robertson
- Aleksandar Mitrović
- Aleksa Terzić
- Álex Baena
- Bryan Gil
- Joselu
- Aymeric Laporte
- Álvaro Morata
- Mikel Oyarzabal
- Ayoze Pérez
- Yeremi Pino
- Ferran Torres
- Bryan Zaragoza
- Martín Zubimendi
- Remo Freuler
- Joël Monteiro
- Andi Zeqiri

### 1 but contre son camp(csc)
- Timothy Castagne (contre  Israël)
- Daniel Vivian (contre  France)
- Guglielmo Vicario (contre  France)
- Jan Bednarek (contre  Portugal)
- Diogo Dalot (contre  Croatie)
- Nico Elvedi (contre  Serbie)